# Jochen Raecke
Jochen Raecke (* 6. Mai 1943 in Jena) ist ein deutscher Slawist.
Jochen Raecke studierte Slawistik und Allgemeine Sprachwissenschaft an den Universitäten Marburg und Tübingen, wo er ab 1971 als Assistent tätig war und wo er 1972 promovierte. 1980 habilitierte er sich dort. Nach Vertretungen von Professuren in Trier und München wurde er 1989 in Tübingen zum Professor für südslavische Philologe ernannt und hatte diese Position bis zu seiner Pensionierung im Jahr 2010 inne.
Raeckes Schwerpunkt lag zunächst in der Morphologie, später wandte er sich der Problematik von Mündlichkeit und Schriftlichkeit zu. Seit Mitte der 1990er Jahre publizierte er auch vermehrt zu medienwissenschaftlichen Fragen. Gegenstandsbereich seiner Untersuchungen sind faktisch alle slawischen Sprachen, mit deutlichen Schwerpunkten im Russischen, Bosnisch-Kroatisch-Serbischen und Slowenischen.

## Schriften (Auswahl)
- Untersuchungen zur Entwicklung der Nominalkomposition im Russischen seit 1917 (= Slavistische Beiträge, Bd. 56). Sagner, München 1972, ISBN 3-87690-065-4 (Dissertation Universität Tübingen).
- (Bearb., mit Slavica Stevanović): Langenscheidt Universal-Wörterbuch Serbisch. Serbisch – Deutsch, Deutsch – Serbisch. Langenscheidt, München 2013, ISBN 978-3-12-514291-6.

Außerdem zahlreiche Aufsätze in Fachzeitschriften und Sammelbänden.
Festschrift
- Tilman Berger (Hrsg.): Morphologie, Mündlichkeit, Medien. Festschrift für Jochen Raecke (= Schriftenreihe Studien zur Slavistik, Bd. 15). Kovač, Hamburg 2008, ISBN 978-3-8300-3589-3.